# Erylus transiens
Erylus transiens is een sponzensoort uit de familie Geodiidae in de klasse gewone sponzen (Demospongiae).
De wetenschappelijke naam van de soort werd in 1882 gepubliceerd door Weltner.